# Ругуновски хамам
Ругуновски хамам (на гръцки: Οθωμανικό Λουτρό) е хамам, обществена баня, в град Ругуновец (Поликастро), Гърция, обявена за паметник на културата.

## Описание
Хамамът е разположен южно от града и западно от железопътната гарада на Ругуновец. Построен е в XIV век, ранните години на османското господство, съдейки по зидарията му – идентична с ранните османски сгради в Солун, Бер и Сяр. В 1981 година е обявен за защитен архитектурен паметник. Хамамът е във ведомството на Кукушката ефория за старини.